# Kallisthenés
Kallisthenés, řecky Καλλισθένης, též Kallisthenés z Olynthu (asi 360 př. n. l. – asi 328 př. n. l.) byl řecký historik. Později se za něj vydával jiný autor, který je označován Pseudo-Kallisthenés.

## Život
Filozof Aristoteles byl jeho prastrýcem. Poprvé se setkali, když byl Aristoteles vychovatelem Alexandra Velikého. Díky Aristotelově vlivu se Kallisthenés posléze mohl připojit k tažení Alexandra Velikého do Asie, jako profesionální historik výpravy. Zpočátku volil žádoucí oslavný tón (byl patrně autorem legendy o Alexandrově božském narození), později však začal být vůči Alexandrovi kritický, odsuzoval jeho přijímání perských zvyků, například vyžadování proskynéze těch, kteří před něj předstupovali. Kallisthenés tak upadl v nemilost, byl obviněn ze zapletení se do protialexandrovského spiknutí a uvržen do vězení, kde zemřel - buď na následky mučení, konkrétně ukřižování (jak tvrdí Ptolemaios), nebo nemoci (verze Aristobula z Kassandrie aj.). O jeho smrti sepsal pojednání jeho přítel Theofrastos.

## Dílo
Krom popisu Alexandrovy výpravy (Skutky Alexandrovy) sepsal Kallistenés ještě desetidílné dějiny Řecka z let 386 př. n. l.-355 př. n. l. Ani popis výpravy, ani dějiny se však nedochovaly, máme o nich představy jen díky tomu, že sloužily jako zdroj jiným historikům - kupříkladu Polybia, který si ve svých pracích mj. stěžoval, že Kallisthénes, ač přímý účastník asijské výpravy, věnoval málo pozornosti průběhu bitev.
Velmi populární se stala romantická a legendární verze Alexandrova života známá jako Kronika o Alexandru Velikém, Alexandrovský román či Historia de Preliis. Ta byla Kallisthénovi často připisována (krom jiných autorů), nicméně odborníci jeho autorství vylučují, neboť text se zformoval zhruba ve 3. století. Protože však skutečný autor není znám, je nazýván obvykle Pseudo-Kallisthénes.